# Émile Boudier

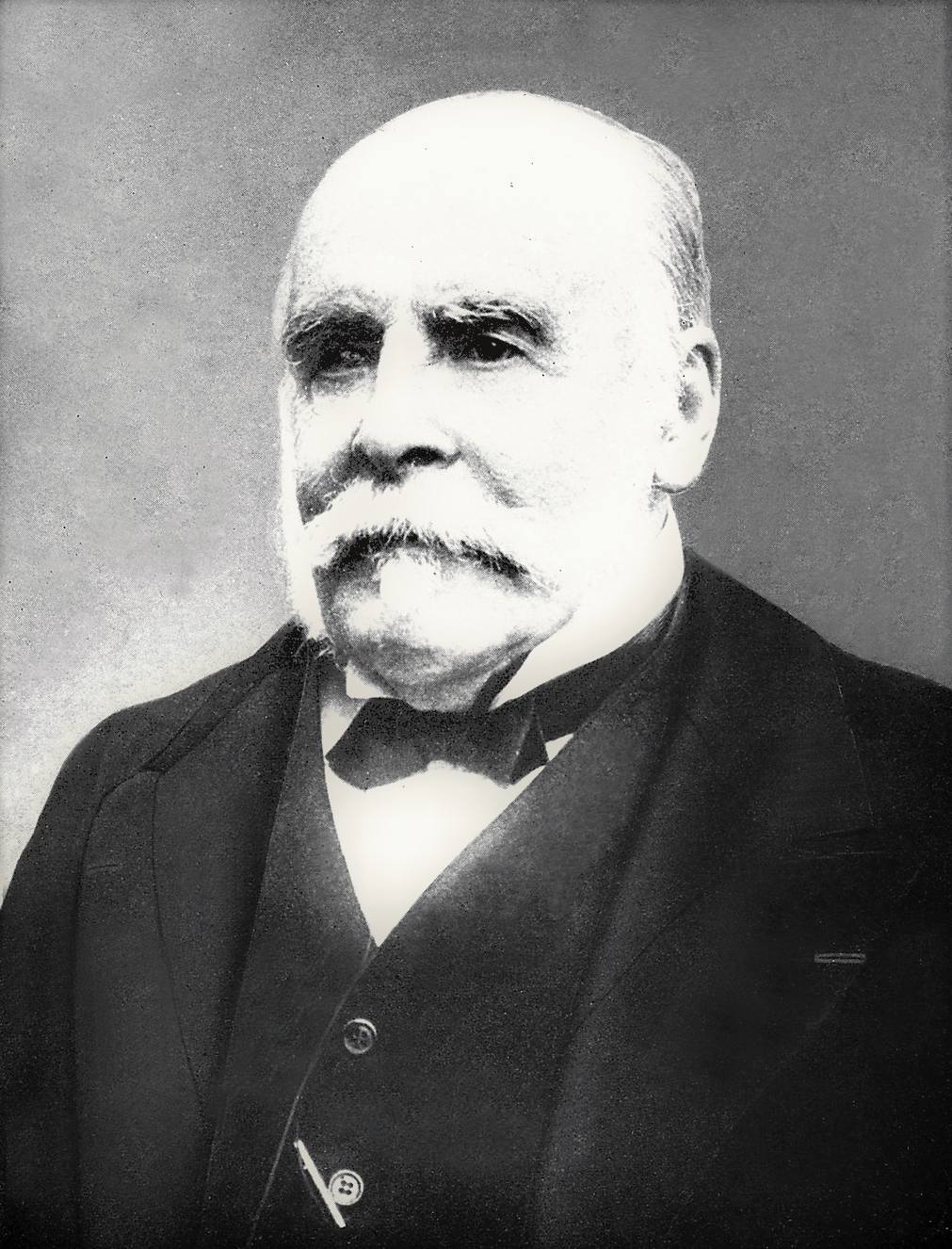
Émile Boudier

Jean Louis Émile Boudier (* 6. Januar 1828 in Garnay; † 4. Februar 1920 in Blois) war ein französischer Mykologe und Apotheker. Boudier war einer der führenden französischen Mykologen seiner Zeit. Sein offizielles botanisches Autorenkürzel lautet „Boud.“

## Leben
Boudier folgte in seinem Interesse für Naturgeschichte seinem Vater, der ebenfalls Apotheker war. Nach dem Diplom in Pharmazie 1852 ließ er sich in dem Kurort Enghien-les-Bains als Apotheker nieder und übernahm die Apotheke seines Vaters, die er bis 1878 führte. Danach widmete er sich ganz der Mykologie. Anfangs sammelte er noch Insekten, zur Mykologie wurde er durch Joseph-Henri Léveillé (1796–1870) geführt.
Er widmete sich vor allem der Klassifikation der Discomycetae (einer heute obsoleten Klasse der Schlauchpilze).
1854 war er einer der Gründer der Société botanique de France und 1901 deren Präsident. 1864 wurde er Korrespondent der Académie de médecine und 1909 der Académie des sciences.
1884 war er mit Lucien Quélet (1832–1899), Narcisse Théophile Patouillard (der ebenfalls Apotheker war und mit dem er zusammenarbeitete) und Antoine Mougeot (1815–1889) einer der Gründer der Société mycologique de France und 1887 bis 1890 deren Präsident. 1905 wurde er Ehrenmitglied der British Mycological Society. 1910 wurde er Ritter der Ehrenlegion.

## Schriften
- Mémoire sur les Ascobolées, Annales des Sciences Naturelles, Botanique, sér. 5, Band 10, 1869, S. 191–268.
- Les Champignons au point de vue de leurs caractères usuels, chimiques et toxicologiques, Paris: Ballière 1866
  - Deutsche Übersetzung: Die Pilze in ökonomischer, chemischer und toxikologischer Hinsicht 1867
- Révision analytique des morilles de France, Bulletin de la Société Mycologique de France, 1897, S. 129–153
- Icones mycologicae ou iconographie des champignons de France, principalement Discomycètes, 6 Bände, Paris: Klincksieck, 1904 bis 1910 (mit über 600 Tafeln mit Aquarellen von Pilzen von ihm)
- Histoire et classification des Discomycètes d’Europe, Paris:Klincksieck 1907, Biodiversity Library
- Dernières étincelles mycologiques, Bull. Soc. Mycol. Francem, Band 33, 1917, S. 7–22